# Śmiłowo (powiat szamotulski)
Śmiłowo – wieś w Polsce położona w województwie wielkopolskim, w powiecie szamotulskim, w gminie Szamotuły.

## Historia
Miejscowość pierwotnie była związana z Wielkopolską. Istnieje co najmniej od początku XV wieku i ma średniowieczną metrykę. Po raz pierwszy w źródłach historycznych odnotowana została w łacińskim dokumencie z 1400 jako "Smilowo", 1406 "Similowo", 1446 "Smylowo".
Prawdopodobnie okolice miejscowości były zasiedlone jednak już wcześniej niż odnotowały to zachowane zapisy historyczne. W wyniku badań archeologicznych odkryto grodzisko stożkowate o średnicy 36-40 metrów i wysokości 4 m, uznawane za późnośredniowieczne.
Początkowo była własnością szlachecką należącą do rodu Janowskich, którzy od nazwy wsi przyjęli odmiejscowe nazwisko Śmiłowskich herbu Ogon, a później należała także do Pasikoniów, Strykowskich oraz do Świdwa Szamotulskich herbu Nałęcz. W 1445 miejscowość leżała w powiecie poznańskim, województwa poznańskiego w Koronie Królestwa Polskiego. W 1454 znajdowała się w parafii Szamotuły.
Pierwsze prawdopodobne zapisy związane ze wsią pochodzą z 1399 i odnotowują procesy sądowe. Pierwszy Jana, być może dziedzica śmiłowskiego, z Krzywosądem z pobliskiego Baworowa (obecnie Baborowo) oraz drugi z 1397 jaki toczył Sędziwój z Janów Młyna z Sędziwojem Świdwą z Szamotuł.
W latach 1400-1421 dziedzicem we wsi był Jan Janowski, z Janów Młyna (obecnie Janowiec Wielkopolski), który od nazwy wsi przyjął odmiejscowe nazwisko Śmiłowski. Pierwszy zapis historyczny niewątpliwie związany z wsią dotyczy sporu granicznego lokalnej wielkopolskiej szlachty. W 1400 Jan Janowski z Janów Młyna  toczył proces z wojewodą poznańskim Sędziwojem Świdwą z Szamotuł o zalanie przez Sędziwoja kopców granicznych pomiędzy śmiłowem, a Szamotułami. Jan Janowski pojechał konno wraz z woźnym sądu ziemskiego i pokazywał tę granicę. Potem Janowski zszedł z koni i szedł pieszo przez wodę, która sięgała mu do pasa. Doszedł do kopca i powiedział „Wydaje mi się, że to kopiec”, czemu pan wojewoda poznański Sędziwój Świdwa z Szamotuł zaprzeczył, ale stwierdził też, że wszystko, co woźny wytyczył od brodu, to wytyczył dobrze. W 1406 zawarto ugodę pomiędzy Janem z Janów Młyna, a Dobrogostem z Szamotuł synem Sędziwoja w sprawie odnowienia kopców granicznych pomiędzy Śmiłowem, a Szamotułami. Pomiędzy kopcami miały zostać wbite pale w strugę płynącą ze Śmiłowa do stawu w Szamotułach. Ustalono, że płynąca woda miała należeć do Jana Śmiłowskiego, zaś grunty przy Gałowie do Dobrogosta. Dobrogostowi wolno będzie także podnosić poziom wody oraz budować groblę wedle swoich potrzeb. W 1579 w Szamotulskiej księdze ławniczej z lat 1567-1579 odnotowano drogę z Szamotuł do śmiłowa.
W 1421 Szczepan Pierwoszewski miał zapłacić Janowi Janowskiemu 10 grzywien, a kmiecie śmiłowscy powinni zaprzysiąc, że z powodu niezapłacenia tej sumy ponieśli szkody na kwotę 10 grzywien. W 1445 synowie Jana oraz bracia Mikołaj i Jan z Janów Młyna zapisali swej matce Burnecie po 100 grzywien posagu oraz wiana na Śmiłowie, Śródce i Kierzkowie oraz połowie Krocza i Mirocina. W 1445 Mikołaj Janowski ze Śródki i Śmiłowa toczył proces z Dziersławem Orzeszkowskim. W 1446 Burneta z Janów Młyna utrzymana została przy swej oprawie zapisanej na Śmiłowie, Śródce oraz innych dobrach, wbrew roszczeniom Zachariasza z Ćmachowa. W 1447 Burneta wdowa po Janie z Janów Młyna, powołując się na dokument swej oprawy, którą miała zapisaną na Śmiłowie, Śródce i Kroczu, sprzeciwiała się pozywaniu swego syna Jana z tych dóbr.
Zachowały się także zapisy o wsi pochodzące ze źródeł kościelnych. W 1454 Jan ze Śmiłowa zobowiązał się płacić z dwóch łanów śmiłowskich dziesięcinę snopową na rzecz kościoła kolegiackiego św. Stanisława w Szamotułach, do którego dziesięcina ta należała wg. prawa parafialnego. W 1564 dziesięcina ze Śmiłowa wartości 15 grzywien należała do klucza poznańskiego dóbr biskupów poznańskich.
W 1486 kasztelan kamieński Andrzej z Bnina poręczył kasztelanowi śremskiemu Mikołajowi Janowskiemu, że Andrzej Pasikoń z Włościejewek ani jego żona Elżbieta nie sprzedadzą i nie zastawią dóbr po jej ojcu w Śmiłowie, Śródce i Kroczu; ręczy też, że gdyby wykupiona została oprawa Elżbiety, jaką zapisał jej pierwszy mąż Aleksander z Gaju, to wówczas Andrzej Pasikoń zapisze jej tę sumę na swoich dobrach. W 1491 Elżbieta żona Andrzeja Pasikonia z Włościejewek dała mu za 500 grzywien Śmiłowo jako 1/3 swych dóbr po ojcu. W 1493 Andrzej Pasikoń sprzedał |Janowi Świdwie Szamotulskiemu wieś Śmiłowo za 400 grzywien. W 1518, syn Jana, Wincenty Świdwa z Szamotuł skwitowany został przez wojewodę poznańskiego Mikołaja Gardzinę z Lubrańca herbu Godziemba z zapłaty 500 grzywien, za które zastawił Gardzinie wieś Śmiłowo. W 1580 właścicielem wsi był wnuk Wincentego kasztelan biechowski Jan Świdwa Szamotulski.
Miejscowość odnotowały również historyczne rejestry podatkowe dzięki, którym znamy stosunki własnościowe we wsi. W 1499 Śmiłowo zostało wymienione wśród wsi zalegających z podatkami królewskimi. W 1508 pobrano podatki od 14 łanów. W 1510 miał miejsce pobór od 12 łanów. W 1563 pobór odbył się od 18 łanów i karczmy dorocznej. W 1577 płatnikiem poboru był Andrzej Strykowski. W 1580 pobór ze Śmiłowa, wsi Jana Świdwy zapłacono od 17 łanów i jednego zagrodnika.
Historyczne źródła odnotowały również zwykłych mieszkańców wsi. W 1416 wspomniany został Michał kmieć śmiłowski świadek występujący wśród innych kmieci. W 1419 odnotowano kmieci śmiłowskich Andrzeja Bąka, Michała Wilaka, Mikołaja, Mirka, Klawka, Macieja Kulika i Jana Wilaka, którzy toczyli proces z Dobrogostem z Debrzna, który niesłusznie zabrał im konie, wozy i żywność wartości 20 grzywien. W 1572 w Szamotulskiej księdze ławniczej spisanej w latach 1567-1579 odnotowany został Maciej Augustyn ze Śmiłowa, brat Anny żony Prochnowskiego z Szamotuł.
Wieś szlachecka Smiełowo położona była w 1580 roku w powiecie poznańskim województwa poznańskiego w Rzeczypospolitej Obojga Narodów. Wskutek II rozbioru Polski w 1793, miejscowość przeszła pod władanie Prus i jak cała Wielkopolska znalazła się w zaborze pruskim. 
W latach 1975–1998 miejscowość należała administracyjnie do województwa poznańskiego.